# Cucumaria pseudocurata
Cucumaria pseudocurata är en sjögurkeart som beskrevs av Elisabeth Deichmann 1938. Cucumaria pseudocurata ingår i släktet Cucumaria och familjen korvsjögurkor. Inga underarter finns listade i Catalogue of Life.